# Balrampur (ciutat)
Balrampur (en hindi बलरामपुर, en urdú: بلرام پور) és una ciutat i municipi d'Uttar Pradesh, capital del districte de Balrampur (Índia), a la riba del riu Rapti Occidental. Segons el cens del 2001 la població era de 72.220 habitants.